# Georg Möhlmeyer
Georg Hermann Heinrich Möhlmeyer (* 23. Dezember 1911 in Rüstringen; † 22. September 1976 in Wilhelmshaven) war ein deutscher SS-Obersturmführer und Teilkommandoführer des Sonderkommando 11a der Einsatzgruppe D.

## Leben
Georg Möhlmeyer war Sohn des Schneidermeisters Hermann Möhlmyer. Nach dem Besuch der Volksschule erlernte er das Schneiderhandwerk. Im Jahr 1930 legte er eine Gesellenprüfung an und war in der Folgezeit als Schneider im väterlichen Betrieb tätig. 1933 wurde er arbeitslos.
Zum 1. März 1932 trat er der NSDAP bei (Mitgliedsnummer 1.052.588). Im selben Jahr wurde er Mitglied der SS (SS-Nummer 43.254). Ab Dezember 1933 war er beim SD-Hauptamt in München tätig. Im Juni 1934 wurde er ins Reichssicherheitshauptamt (RSHA) nach Berlin versetzt. Dort war er im Amt I in der Registratur beschäftigt. 1937 kam er in die Personalabteilung, Sachgebiet Beförderungen.
Im Oktober 1941 kam er zum Sonderkommando 11a. Von Januar bis März 1942 unternahm er auf Befehl von Kommandoführer Paul Zapp als Leiter von Teilkommandos, in der Umgebung von Bachtschyssaraj mehrere Streifenfahrten. Aufgabe dieser Fahrten war es, nach Kommunisten, Partisanen und Juden zu suchen und sie zu töten. Möhlmeyer ging jeweils zu dem Starosten (Bürgermeister) der aufgesuchten Ortschaft und ließ sich die in Frage kommenden Personen bezeichnen.
In Durchführung des verbrecherischen Kommissarbefehls tötete in dieser Zeit an einem nicht mehr feststellbaren Tag ein unter der Führung Möhlmeyers stehendes Kommando in der Umgebung von Bachtschissaraj eine Jüdin mit ihrem etwa 2 Jahre alten Kind. Das Teilkommando erschoss unter Führung Möhlmeyers an einem nicht mehr feststellbaren Ort in der Nähe von Bachtschissaraj einen Angehörigen der kommunistischen Partei und dessen Ehefrau. Möhlmeyer gab in seiner Eigenschaft als Teilkommandoführer den Befehl zur Exekution.
Im Jahr 1943 arbeitete er dann wieder in der Personalabteilung im RSHA. Im Jahr 1945 geriet er bei Reit im Winkl in amerikanische Kriegsgefangenschaft.  Nach Aufenthalten in verschiedenen Kriegsgefangenenlagern in Bayern kam er im September 1945 in das Internierungslager Stammlager VII A in Moosburg.
Von dort aus wurde er in das Lager Sandbostel verlegt. Im April 1948 wurde er entlassen. Anschließend kehrte er nach Wilhelmshaven zurück und arbeitete in der Schneiderei seines Vaters. Im Jahre 1952 erhielt er eine Arbeitsstelle in einem hiesigen Bekleidungswerk, wo er als Angestellter tätig war. Im Januar 1970 stand er als Angeklagter vor den Landgericht München I.  Das Verfahren gegen ihn wurde am 26. Februar 1970 eingestellt.